# A Day with Wilbur Robinson
 (janvier 2016).
Si vous disposez d'ouvrages ou d'articles de référence ou si vous connaissez des sites web de qualité traitant du thème abordé ici, merci de compléter l'article en donnant les références utiles à sa vérifiabilité et en les liant à la section « Notes et références ».
A Day with Wilbur Robinson est un album pour enfant écrit et illustré par William Joyce en 1990 (légèrement allongé pour une réédition en 2006). Une adaptation au cinéma Bienvenue chez les Robinson a été réalisée par les studios Walt Disney Pictures en 2007 aux États-Unis.

## Résumé
A Day With Wilbur Robinson raconte l'histoire d'un garçon qui découvre une famille insolite ainsi que leur maison. En passant une journée chez les Robinson, le meilleur ami de Wilbur les aide à retrouver la fausse dent du grand-père Robinson et rencontre dans la foulée les membres de la famille, tous plus étranges les uns que les autres.

## Personnages
- Wilbur Robinson est un garçon de 13 ans qui, avec l'aide de son ami, fouille sa maison pour retrouver la dent de son grand-père. C'est à cette occasion qu'il présente sa famille à Lewis.
- Lewis a 12 ans et est le meilleur ami de Wilbur. Il passe sa journée dans la maison de son ami. Il aide à chercher la fausse dent du grand-père et rencontre tous les membres de la famille Robinson.

## Film
Pour un article plus général, voir Bienvenue chez les Robinson.
Walt Disney Animation Studios sort un film d'animation Bienvenue chez les Robinson le 30 mars 2007 réalisé par Stephen J. Anderson.

### Différences avec le livre
Le film contient une scène dans le second acte qui ressemble aux évènements du livre, alors que le reste de l'histoire s'écarte complètement du livre. Les coupes de cheveux très particulières de Lewis et Wilbur sont fidèles au livre, tout comme les caractéristiques physiques des autres Robinson. La seule exception est M. Robinson, puisque dans le film, c'est l'alter ego de Lewis. Il a donc la chevelure blonde en bataille caractéristique de Lewis et n'apparaît pas tout de suite, contrairement au livre où il a des cheveux noirs et est présent plus tôt dans l'histoire. Dans le film, la relation entre Wilbur et Lewis va bien plus loin qu'une relation d'amitié. Puisque le film ne cesse de faire des bonds dans l'avenir, il se trouve en fait que Lewis est le père de Wilbur. 
Dans le film, l'école élémentaire de Lewis porte le nom de Joyce Williams, en hommage à l'auteur du livre.

## Informations de publication
- A Day with Wilbur Robinson (HarperTrophy reprint edition, September 30, 1993)  (ISBN 0-06-443339-0 et 978-0-06-443339-6)
- A Day with Wilbur Robinson (Laura Geringer, August 22, 2006)  (ISBN 0-06-089098-3 et 978-0-06-089098-8)